# Rivergrove
Rivergrove es una ciudad ubicada los condados de Clackamas y Washington en el estado estadounidense de Oregón. En el año 2000 tenía una población de 324 habitantes y una densidad poblacional de 1,807.9 personas por km².

## Geografía
Rivergrove se encuentra ubicada en las coordenadas 45°23′7″N 122°44′2″O / 45.38528, -122.73389.

## Demografía
Según la Oficina del Censo en 2000 los ingresos medios por hogar en la localidad eran de $85,000, y los ingresos medios por familia eran $93,212. Los hombres tenían unos ingresos medios de $58,125 frente a los $40,500 para las mujeres. La renta per cápita para la localidad era de $31,546. Alrededor del 4.7% de la población estaban por debajo del umbral de pobreza.